# Beca Guggenheim
La Beca Guggenheim, creada en 1925, es un subsidio otorgado por la John Simon Guggenheim Memorial Foundation a profesionales avanzados y altamente cualificados en todos los campos del saber, incluidas las ciencias naturales, las ciencias sociales, las humanidades y las artes.
La fundación fue instituida por Simon Guggenheim, un empresario (minero; véase ASARCO), político (senador republicano de Colorado) y filántropo estadounidense, y por su esposa, en memoria a su hijo John, fallecido (debido a una mastoiditis) en 1922.[cita requerida]
Las becas se otorgan en dos concursos anuales:
1. uno abierto a los ciudadanos y residentes permanentes de los Estados Unidos y Canadá;
2. otro abierto a los ciudadanos y residentes permanentes de América Latina y del Caribe.

## Artes incluidas y excluidas
Aunque las artes escénicas están excluidas, puede elegirse a compositores, directores de cine y coreógrafos. Los subsidios no están abiertos a estudiantes ni instituciones, sino solo a "profesionales avanzados en media carrera" como, por ejemplo, autores publicados. Quienes resulten elegidos y subsidiados pueden gastar su dinero libremente, ya que el propósito es otorgarles "bloques de tiempo en los cuales puedan trabajar con tanta libertad creativa como sea posible", pero también deben estar "suficientemente libres de sus deberes regulares". Se requiere que los postulantes envíen referencias así como un currículum vítae y un portafolio.[cita requerida]

## Datos específicos
Las becas generalmente se conceden por un año, y en ningún caso por un período menor de seis meses consecutivos.
- En el 2003 la Fundación otorgó 184 becas, de 3 282 solicitudes, para Estados Unidos y Canadá por un total de US$ 6 750 000. Para América Latina otorgó unas 37 becas, de 737 solicitudes por un total de US$ 1 150 000.
- En 2006 las becas para América Latina y el Caribe fueron 34, por un total de US$ 1 200 000 (un promedio de US$ 35 294 por beca). Hubo 434 solicitantes.